# Jame (fojbe)
Jame (fojbe, tal. foiba: krška jama), mjesta stradavanja civilnih i vojnih žrtava u 2 svj. ratu. Problem istarsko-krških jama i uz njega vezan pojam fojba (koji u političkom govoru označuje jamu kao mjesto stradanja) pojavio se u talijanskom tisku u kolovozu 1945.
Tada počinje objavljivanje svjedočanstava o sudbini civilnih žrtava u dijelu dotadašnje Julijske Venecije, koji je u tom trenutku bio pod nadzorom Jugoslavenske armije. Jame su u smaknućima rabljene u rujnu 1943 (u razdoblju od talijanske kapitulacije 8. travnja do njemačke okupacije poč. listopada) i većim dijelom u svibnju 1945 (tijekom i neposredno nakon završnih ratnih operacija), dok su samo malobrojni takvi slučajevi zabilježeni u ostalom ratnom razdoblju. Većina žrtava 1943. bili su civili koji su stradali tijekom hrvatskog i slovenskog nacionalnog ustanka u što su se ponekad upletali i obračuni osobne naravi. 
Žrtve iz 1945. posljedica su jugoslavenskoj vojnog preuzimanja nadzora nad područjem. Postoje različite procjene u broju žrtava. Više talijanskih autora govori o 4.500 do 6.000 ljudi (u Istri, Trstu i cjelokupnom području zapadno od jugoslavensko-tal. granične crte iz 1920. i 1924., na kojem je djelovala JA), ali ima i višestruko većih procjena. 
Hrvatska i slovenska historiografija tek su nakon pada komunizma počele sustavno istraživati žrtve jama. Hrvatsko-talijanskim istraživanjima obavljenima za područje tal. Riječke pokrajine utvrđeno je da ukupni ljudski gubitci 2. svj. rata i poraća – iako oko četiri puta veći od prosječnih gubitaka u Italiji – iznose oko trećine (2,4%) prosječne vrijednosti za područje Hrvatske (7,3%). Utvrđeno je da je nešto manje od četvrtine ukupnih gubitaka (652 od 2754 osoba) nastalo nakon 3. svibnja 1945. te da je za oko četvrtinu žrtava (656) odgovorna jugoslavenska strana. Slične bi rezultate moglo dati istraživanje podataka za ostatak hrvatskog dijela Istre, pa bi moglo proizaći da su ukupni ljudski gubitci u Istri u 2. svj. ratu i neposrednom poraću osjetno niži od hrv. prosjeka, da je jugoslavenska strana provela samo manji dio ukupnoga broja ubojstava, da su žrtve jama manji dio žrtava koje je skrivila jugoslavenska strana i da je udio tih žrtava u ukupnom broju stradalih vrlo malen (moglo bi se govoriti o nekoliko stotina ljudi). No time se ne dobiva cjelovita slika problema jama jer spomenutim žrtvama valja pribrojiti žrtve s drugih područja (poglavito iz Trsta), te vojne osobe koje su završile u jamama. One se samo u manjoj mjeri odnose na hrvatsko područje, jer su se smjerovi povlačenja protezali sjevernije. Problem Trsta i istarskog zaleđa tako se bitno razlikuje od stanja u Istri, pa za cjelovit sud valja pričekati dodatna istraživanja. Na sjeveroistoku Italije, osobito u strukturama egzodusa, jame (npr. u Bazovici kraj Trsta) i njihove žrtve (npr. Norma Cosseto iz mjesta Labinci na Poreštini) uzimaju se kao simbol stradanja Talijana u Istri i Julijskoj Veneciji. U novije im se vrijeme nastoji naći mjesto u kolektivnom povijesnom pamćenju Italije, što problem jama izuzima iz konteksta historiografskog sagledavanja ratnoga stradalništva i daje mu druge aspekte i funkcije.

## Vanjske poveznice
- HKV
- Nova zloporaba žrtava istarskih fojbi
- Dan sjećanja u Italiji: Nećemo zaboraviti fojbe u Istri  Arhivirana inačica izvorne stranice od 7. ožujka 2016. (Wayback Machine)
- Sukob na rubu fojbe